# HD 75487
HD 75487，又名BD+59 1198，SAO 27026、HR 3506，是一颗恒星，视星等为6.25，位于銀經157.46，銀緯38.52，其B1900.0坐标为赤經8h 45m 12.2s，赤緯+59° 38.52′ 51″。